# تی-موبایل پولسکا
تی-موبایل پولسکا (انگلیسی: T-Mobile Polska) شرکت مخابرات لهستانی است، که در سال ۱۹۹۶ توسط دویچه تلکوم تأسیس شد‌.